# Kapnófyto
Kapnófyto (Kapnofyto) är en ort i Grekland.   Den ligger i prefekturen Nomós Serrón och regionen Mellersta Makedonien, i den nordöstra delen av landet, 400 km norr om huvudstaden Aten. Kapnófyto ligger 445 meter över havet och antalet invånare är 181.
Terrängen runt Kapnófyto är huvudsakligen kuperad, men österut är den bergig. Runt Kapnófyto är det ganska tätbefolkat, med 108 invånare per kvadratkilometer. Närmaste större samhälle är Sidirókastro, 11,4 km sydväst om Kapnófyto. I omgivningarna runt Kapnófyto växer i huvudsak blandskog.